# Brunoy
Brunoy is een gemeente in het Franse departement Essonne (regio Île-de-France) en telt 23.617 inwoners (1999). De plaats maakt deel uit van het arrondissement Évry.

## Geografie
De oppervlakte van Brunoy bedraagt 6,6 km², de bevolkingsdichtheid is 3578,3 inwoners per km².
De onderstaande kaart toont de ligging van Brunoy met de belangrijkste infrastructuur en aangrenzende gemeenten.

## Demografie
Onderstaande figuur toont het verloop van het inwonertal (bron: INSEE-tellingen).

## Geboren in Brunoy
- Michel Serrault (1928-2007), Frans acteur